# Meurtre à l'asile

Meurtre à l'asile (Matto regiert) est un film suisse, appartenant au genre du film policier, réalisé par Leopold Lindtberg, sorti en 1947. C'est une adaptation du roman de Friedrich Glauser, Le Royaume de Matto. Le film a réalisé 450 000 entrées à sa sortie.

## Synopsis
Dans l'hôpital psychiatrique de Randlingen, le médecin-chef Dr. Borstli et le directeur adjoint Dr. Laduners sont en conflit. Laduner rejette les méthodes de traitement conventionnelles, qu'il considère comme dépassées. Pendant l'absence de Borstli de plusieurs mois, Laduner saisit l'occasion et guérit le patient Herbert Caplaun, qui se sentait tourmenté par son père tyrannique, en utilisant ses propres méthodes modernes. Lorsque Borstli revient, il refuse de reconnaître Laduner et affirme à la place qu'aucun succès n'est visible. Alors Caplaun doit rester à l'hôpital. Lors d'une soirée dansante organisée par les détenus, les deux spécialistes du nerf ont une dispute ouverte. Herbert Caplaun, qui surprend la dispute, réagit désemparé et cherche consolation auprès de la très jeune infirmière Irma Wasem. Cette même nuit, il parvient à échapper aux regards attentifs de l'infirmier Gilgen et du Dr. Attrape les poils. Excité, Caplaun fait comprendre au directeur qu'il se considère guéri, mais le médecin-chef l'épuise et lui explique hautainement qu'il peut difficilement en juger. Un peu plus tard, Herbert est retrouvé inconscient tandis que le Dr. Borstli comme englouti par la terre. mais le médecin-chef le vide et explique hautainement qu'il peut difficilement en juger. Un peu plus tard, Herbert est retrouvé inconscient tandis que le Dr. Borstli comme englouti par la terre. mais le médecin-chef le vide et explique hautainement qu'il peut difficilement en juger. Un peu plus tard, Herbert est retrouvé inconscient tandis que le Dr. Borstli comme englouti par la terre.
La police est appelée et le sergent Studer, un officier lent et calme, se lance dans l'enquête sur cette affaire de personne disparue. Par l'intermédiaire de Laduner, Studer est introduit dans le monde de la maladie mentale, qui lui est complètement étranger, au "royaume de Matto", le pays des fous, comme on dit. Studer commence par fouiller tous les coins de la vaste zone d'asile jusqu'à ce qu'il trouve enfin le corps de Borstli dans la cage de l'ascenseur interne. Depuis sa rencontre inquiétante avec le mort, Herbert Caplaun souffre d'insomnies permanentes et est persuadé d'avoir assassiné le réalisateur. Puis il fait quelque chose de stupide et persuade l'infirmière Irma de s'échapper avec lui de ces murs inquiétants. Studer est en mesure de les retrouver dans un chalet isolé qui appartient à Pfleger Gilgen. Herbert essaie de se suicider car il est maintenant fermement convaincu qu'il a commis l'acte sanglant. Studer voit cela différemment ; le garçon mince n'aurait pas pu pousser le lourd Borstli dans le puits. Au contraire, selon l'enquête, l'auteur doit avoir manipulé la porte de l'ascenseur de telle sorte que le premier pas dans la salle d'ascenseur suspecte ait été le plus profond pour Borstli sans méfiance et il est tombé dans l'abîme.
Après de nouvelles investigations, le sergent Studer tombe sur le portier Dreyer, qui est lourdement endetté. Il y a des raisons qui le rendent crédible en tant qu'auteur. Confronté à la police, l'homme s'enfuit par les toits de l'établissement et tente de s'enfuir. Il y a une courte chasse, mais ensuite Dreyer est arrêté par la police. Pour Caplaun, cependant, la solution à cette affaire signifie également la liberté à laquelle il aspire. Il s'est avéré qu'il n'a jamais été vraiment malade mental, mais que Borstli n'a insisté pour qu'il continue son traitement que parce que le père d'Herbert, Georg Caplaun, a payé le directeur de l'institution pour garder le fils rebelle dans l'asile d'aliénés.

## Fiche technique
- Titre : Meurtre à l'asile
- Titre original : Matto regiert
- Réalisation : Leopold Lindtberg
- Scénario : Alfred Neumann et Leopold Lindtberg d'après le roman de Friedrich Glauser, Le Royaume de Matto
- Musique : Robert Blum
- Photographie : Emil Berna
- Montage : Hermann Haller
- Pays d'origine : Suisse
- Format : Noir et blanc - 35 mm
- Durée : 113 minutes
- Date de sortie : 1947

## Distribution
- Heinrich Gretler : L'inspecteur Studer
- Heinz Woester : Dr. Ernst Laduner
- Elisabeth Müller : Irma Wasem
- Olaf Kübler : Herbert Caplaun
- Irene Naef : Margrit Laduner
- Johannes Steiner : Dr. Ulrich Borstli
- Adolf Manz : Georg Caplaun
- Hans Kaes : Dreyer